# Tephrina evelis
Tephrina evelis är en fjärilsart som beskrevs av Dyar 1919. Tephrina evelis ingår i släktet Tephrina och familjen mätare. Inga underarter finns listade i Catalogue of Life.